# Amela Terzić
Amela Terzić (née le 2 janvier 1993 à Priboj) est une athlète serbe, spécialiste des courses de demi-fond.

## Biographie
Elle remporte les médailles d'or du 1 500 mètres et du 3 000 mètres lors des Championnats d'Europe juniors de 2011, à Tallinn. L'année suivante, aux championnats du monde juniors de Barcelone, elle se classe deuxième de l'épreuve du 1 500 m, derrière la Kényane Faith Kipyegon. En 2013, elle remporte le titre des championnats d'Europe espoirs à Tampere, devant l'Allemande Corinna Harrer, établissant à cette occasion un nouveau record de Serbie senior en 4 min 05 s 69.
Le 10 juillet 2016, Terzic se classe 12e de la finale du 1 500 m des Championnats d'Europe d'Amsterdam dans une course très lente et tactique, en 4 min 37 s 70.

## Palmarès
| Date | Compétition                       | Lieu         | Résultat | Épreuve | Temps         |
| ---- | --------------------------------- | ------------ | -------- | ------- | ------------- |
| 2009 | Championnats du monde cadets      | Bressanone   | 3e       | 1 500 m | 4 min 16 s 71 |
| 2010 | Championnats du monde juniors     | Moncton      | 8e       | 1 500 m | 4 min 19 s 03 |
| 2011 | Championnats d'Europe juniors     | Tallinn      | 1re      | 1 500 m | 4 min 15 s 40 |
| 2011 | Championnats d'Europe juniors     | Tallinn      | 1re      | 3 000 m | 9 min 30 s 23 |
| 2012 | Championnats du monde juniors     | Barcelone    | 2e       | 1 500 m | 4 min 07 s 59 |
| 2013 | Championnats d'Europe espoirs     | Tampere      | 1re      | 1 500 m | 4 min 05 s 69 |
| 2014 | Championnats d'Europe             | Zürich       | 12e      | 1 500 m | 4 min 19 s 11 |
| 2015 | Championnats d'Europe par équipes | Stara Zagora | 1re      | 800 m   | 1 min 59 s 90 |
| 2015 | Championnats d'Europe par équipes | Stara Zagora | 1re      | 1 500 m | 4 min 16 s 13 |
| 2015 | Championnats d'Europe espoirs     | Tallinn      | 1re      | 1 500 m | 4 min 04 s 77 |
| 2016 | Championnats d'Europe             | Amsterdam    | 12e      | 1 500 m | 4 min 37 s 70 |
| 2017 | Championnats des Balkans en salle | Belgrade     | 1re      | 1 500 m | 4 min 13 s 14 |
| 2017 | Championnats d'Europe en salle    | Belgrade     | 8e       | 1 500 m | 4 min 25 s 15 |
| 2017 | Championnats d'Europe par équipes | Tel Aviv     | 1re      | 1 500 m | 4 min 15 s 93 |
| 2017 | Championnats d'Europe par équipes | Tel Aviv     | 1re      | 3 000 m | 9 min 15 s 85 |
| 2017 | Championnats des Balkans          | Novi Pazar   | 1re      | 800 m   | 2 min 07 s 25 |
| 2017 | Championnats des Balkans          | Novi Pazar   | 1re      | 1 500 m | 4 min 19 s 00 |
| 2017 | Universiade                       | Taipei       | 1re      | 1 500 m | 4 min 19 s 18 |
| 2018 | Championnats des Balkans en salle | Istanbul     | 1re      | 1 500 m | 4 min 17 s 64 |
| 2018 | Jeux méditerranéens               | Tarragone    | 7e       | 1 500 m | 4 min 19 s 13 |
| 2019 | Championnats des Balkans en salle | Istanbul     | 1re      | 1 500 m | 4 min 15 s 04 |

## Records
| Épreuve | Performance        | Lieu         | Date            |
| ------- | ------------------ | ------------ | --------------- |
| 800 m   | 1 min 59 s 90 (NR) | Stara Zagora | 20 juin 2015    |
| 1 500 m | 4 min 04 s 77 (NR) | Tallinn      | 12 juillet 2015 |
| 3 000 m | 9 min 16 s 59      | Bar          | 1er mai 2012    |